# Kaskada (Lotto)
Kaskada (stylizowany zapis KASKADA) – loteria pieniężna organizowana przez Totalizator Sportowy od 9 maja 2011. Losowania gry odbywały się od poniedziałku do soboty, od 1 marca 2013 odbywały się codziennie, a od 11 stycznia 2016 odbywają się dwa razy dziennie. W przeciwieństwie do pozostałych gier liczbowych w Kaskadzie nie można typować własnych liczb - gracz otrzymuje dwa losowe zestawy zawierające po 12 liczb ze zbioru liczb od 1 do 24. Zestawy wzajemnie się pokrywają, co oznacza, że wszystkie liczby ze zbioru liczb od 1 do 24 występują dokładnie raz w jednym z dwóch zestawów. Każda kombinacja w zestawach przeznaczonych do sprzedaży występuje pojedynczo co oznacza że maksymalna liczba losów to 1 352 078 sztuk. Oznacza to stałą liczbę wygranych przy sprzedaży 100% zestawów. Do wygranej najniższego stopnia potrzebne jest 8 trafionych liczb. Podobnie jak w grze Multi Multi oraz Lotto Plus wygrane są stałe i są niezależne od puli. Cena jednego losu to 2 zł, a główna wygrana to 250 000 zł.

## Charakterystyka stopni wygranych
| Stopień wygranych | Liczba trafionych numerów | Wygrana    | Maksymalna liczba wygranych | Prawdopodobieństwo wygranej | Oczekiwana wygrana (Prawdopodobieństwo x kwota wygranej) |
| ----------------- | ------------------------- | ---------- | --------------------------- | --------------------------- | -------------------------------------------------------- |
| I                 | 12                        | 250 000 zł | 1                           | 1: 1 352 078 (≈0,0000007%)  | 0,18 zł                                                  |
| II                | 11                        | 1 000 zł   | 144                         | 1: 9389 (≈0,0001%)          | 0,11 zł                                                  |
| III               | 10                        | 25 zł      | 4350                        | 1: 311 (≈0,32%)             | 0,08 zł                                                  |
| IV                | 9                         | 8 zł       | 48 400                      | 1: 28 (≈3,58%)              | 0,29 zł                                                  |
| V                 | 8                         | 2 zł       | 245 025                     | 1: 5,5 (≈18,12%)            | 0,36 zł                                                  |
|                   |                           |            |                             |                             | 0,91 zł (45,5% ceny losu)                                |